# عادل أبو ربيعة
عادل توفيق أبو ربيعة (3 فبراير 1942 - 14 ديسمبر 1984) عسكري لبناني تولى مناصب عدة في القيادة العسكرية. من الفرديس بقضاء حاصبيا، التحق بالجيش اللبناني في 1963. أحرز عدداً من كتب التنويه والتهنئة وعددا من الأوسمة أثناء عمله العسكري. اشتهر بمقاومته في قلعة راشيا خلال حرب 1982. رقي إلى رتبة عقيد بعد اغتياله في صباح 14 ديسمبر 1984 مع أحد مرافقيه خلال الحرب الأهلية اللبنانية. 

## سيرته
ولد عادل بن توفيق بن حسن أبو ربيعة في بلدة الفرديس من قرى قضاء حاصبيا بمحافظة النبطية في 3 فبراير/ شباط 1942. ينتمي إلى عائلة درزية. تلقى علومه الأولية في حاصبيا وتابع دروسه الثانوية في صيدا وبعد أن نال البكالوريا القسم الثاني في الرياضيات التحق بالجيش بصفة تلميذ ضابط في 1963 فتخرج برتبة ملازم في 1966. رقي إلى ملازم أول 1970 فنقيب في 1975، فرائد في 1979، فمقدم 1984، فرتبة عقيد بعد الوفاة سنة 1984.
 
تابع في فرنسا دورة مشاة تأسيسية سنة 1966 وعين آمرا للسرية الثانية في كتيبة المشاة التاسعة سنة 1970 وآمراً للسرية التعليم الأولى في معهد التعليم سنة 1974 وقائد كتيبة المشاة الثامنة وموقع راشيا في 1978، وقائد الكتيبة 33 سنة 1983، ومساعد قائد القطاع رقم 2 في 1984، ورئيس أركان القطاع رقم 2 في 1984.
 
من موافقه المشهورة أنه استطاع وهو آمر السرية الثانية في كتيبة المشاة في مركز الغندورية أن يدافع عن المركز ضد الاجتياح الإسرائيلي في 1973 وقد نال على أثر ذلك وسام الحرب.
 
وموقفه الآخر كان ضد هجمات المسلحين يوم كان قائداً لقوات المصنع، فصمد نحو شهر تقريباً ثم تمكن من الانسحاب مع جميع الأسلحة إلى راشيا بناءً على أمر الرئاسة. وفي أثناء الاجتياح الإسرائيلي سنة 1982 وكان قائدا لموقع راشيا، رفض تسليم الثكنة واستطاع أن يخلص الثكنة من الاحتلال. 
 
و في 14 ديسمبر / كانون الأول 1984 بينما كان متوجهاً إلى مركز عمله صباحاً اعترضته سيارة بداخلها أربعة مسلحين و «أمطروا سيارته العسكرية بوابل من الرصاص فاستشهد مع أحد مرافقيه».